# Mesure à treize temps
La mesure à treize temps est une combinaison entre plusieurs mesures binaires et ternaires. Elle comprend donc un nombre variable de « temps forts » et de « temps faibles », en fonction de la combinaison choisie. Treize étant un nombre premier, la mesure à treize temps est considérée comme une « mesure composée asymétrique », ce qui la rend propre à l'expression de la mélodie comme de la danse. 
Cette mesure, assez rare, est présente dans la musique classique et dans les musiques pop et rock, surtout dans le domaine du rock progressif. 

## Historique

### Erik Satie
Vexations, une pièce pour piano d'Erik Satie composée en 1893, offre un des premiers exemples de mesure à treize temps. Selon John Cage, cette pièce exceptionnelle « dure vingt-quatre heures : 840 répétitions d'un morceau de 52 mesures à structure répétitive : A, A1, A, A2 ; chaque A ayant 13 temps ».

### Béla Bartók
Dans le domaine de la musique de chambre, un exemple de mesures à treize temps développées sur une vaste section se trouve dans le 3e mouvement, Sebes (rapide), des Contrastes de Béla Bartók (1938) pour violon, clarinette et piano, dans le trio central :
Pierre Citron considère « le rythme particulièrement complexe et vertigineux » de ce passage : 

« La mesure est notée à 
, mais il s'agit en réalité de deux rythmes bulgares superposés, l'un au piano, à 
, l'autre à la clarinette puis au violon à 
. Le miracle est que le résultat est parfaitement clair à l'oreille et produit l'effet saisissant d'un rubato lyrique perpétuellement bridé par une inflexible pulsation. »

## Caractéristiques

### Notation
Dans un article consacré à la battue des mesures composées asymétriques (Rock in odd time signatures), Charles Dowd insiste sur le fait que « le résultat souhaité dans cette étude est une indépendance totale et une fluidité vis-à-vis de ces mesures, qui doivent être considérées comme une unité plutôt que comme un groupe de deux temps et de trois temps, ».
Cet article propose les combinaisons suivantes :
1. Combinaisons de cinq battues simples

etc.
2. Combinaisons de six battues simples

etc.

### Multiples et sous-multiples
La chanson 26 Is Dancier than 4 du groupe This Town Needs Guns est notée à 
.
Le 2e mouvement, Nocturne, presque adagio, de la Sonate pour basson et piano, op. 71 de Charles Koechlin est noté à 
, que le compositeur recommande de « rythmer à 

 ».
Une mesure notée à 
 est revendiquée par le groupe Tool pour leur chanson Schism, ce qui revient à une mesure à 
.

## Œuvres employant des mesures à treize temps

### Musique classique
- 2e mouvement de la Sinfonietta de Leoš Janáček, où plusieurs mesures ou sections sont notées à 
,
- Libera me des Requiem Canticles d'Igor Stravinsky, dont la mesure 276 est notée à 
,
- Allegro, 5e pièce des Ornamente de Boris Blacher, pièce construite selon la somme des termes aboutissant à treize croches, 13 étant un nombre de Fibonacci : 
2 — 3 — 5 (2 + 3 = 5) — 8 (5 + 3 = 8) — 13 (8 + 5 = 13)[6]

### Comédie musicale
- Skimbleshanks : The Railway Cat de Cats d'Andrew Lloyd Webber, dont l'introduction et les refrains sont notés à 
 (divisés en 
) et les couplets à 
.

### Musiquespopetrock
- The Great Divide de Don Ellis, noté à 
[7]
- The Becoming, no 7 de l'album The Downward Spiral des Nine Inch Nails, dont les premières mesures sont notées à 
[8]
- Golden Brown par The Stranglers, dont la phrase d'ouverture, reprise par la suite, est notée à 
 (soit 
)[9]
- I Will Be Absorbed du groupe Egg[10]
- Metropolis Pt. 1: The Miracle and the Sleeper du Dream Theater, section instrumentale notée à 
, divisés en 
 puis 
 + 
[11]
- One Word par le Mahavishnu Orchestra, dont une section est notée à 
 après un solo de tambours[12]
- Rabbit par This Town Needs Guns, comporte des sections notées à 
,
- Serenade de Derek Bourgeois, dont la section centrale est notée à 
[13]
- Starless de King Crimson[10]
- Thick as a Brick du groupe Jethro Tull[10]
- Turn It On Again, 7e chanson de l'album Duke de Genesis, noté à 
, avec des mesures librement alternées à 
 et 
.
- Le thème de Norfair, dans le jeu vidéo Metroid sur la console NES.

### Musique de film
- Thème principal du film The Terminator par Brad Fiedel, noté à 
[14]

### Ouvrages consultés
- (fr) Pierre Citron, Bartok, Paris, Seuil, coll. « Solfèges », 1963, rééd. 1994, 222 p. (ISBN 978-2-02-018417-5 et 2-02-018417-6)
- (fr) Anne Rey, Satie, Paris, Seuil, coll. « Solfèges », 1974, rééd. 1995, 190 p. (ISBN 978-2-02-023487-0 et 2-02-023487-4)
- (en) Charles Dowd, A Funky Thesaurus for the Rock Drummer, New York, Alfred Music Publishing, 1964, 48 p. (ISBN 978-1-4574-3457-0, lire en ligne)
- (en) Edward Macan, Rocking the Classics : English Progressive Rock and the Counterculture, New York, Oxford University Press, 1997 (ISBN 978-0-19-509888-4)
- (en) Wayne L. Perkins, Don Ellis' use of New Rhythms in his Compositions (Thèse de doctorat), vol. 1, Los Angeles, University of California, 2000
- (en) Tim Emmons, Odd Meter Bass : Complex Time Signatures Made Easy, New York, Alfred Music Publishing, 2008, 88 p. (ISBN 978-0-7390-4081-2, lire en ligne)
- Guy Sacre, La musique pour piano : dictionnaire des compositeurs et des œuvres, vol. I (A-I), Paris, Robert Laffont, coll. « Bouquins », 1998, 1495 p. (ISBN 978-2-221-05017-0)
- Guy Sacre, La musique pour piano : dictionnaire des compositeurs et des œuvres, vol. II (J-Z), Paris, Robert Laffont, coll. « Bouquins », 1998, 2998 p. (ISBN 978-2-221-08566-0)
- (en) Jeff Wagner, Mean Deviation : Four Decades of Progressive Heavy Metal, vol. 1, Brooklyn, Bazillion Points, 2010, 364 p. (ISBN 978-0-9796163-3-4, lire en ligne)